# Parabiosis
Parabiosis è un singolo del gruppo musicale tedesco The Ocean, pubblicato il 16 febbraio 2023 come secondo estratto dal decimo album in studio Holocene.

## Descrizione
Il brano rappresenta una critica nei confronti dell'eterna giovinezza, vista come ossessione da parte di quelle persone che vogliono a tutti i costi evitare l'invecchiamento e scampare invano alla morte facendo uso di cellule staminali o affidandosi alla chirurgia estetica:

## Video musicale
Il video, presentato nello stesso giorno, è stato diretto da Drew Storcks e filmato tra Canada, Stati Uniti d'America e Porto Rico durante la tournée degli Ocean avvenuta nell'autunno 2022. In esso vengono mostrati i componenti del gruppo presentati in versione anziana entrare in un programma di eterna giovinezza guidato da Robin Staps.

## Tracce
Testi di Robin Staps, musiche di Robin Staps e Peter Voigtmann.
1. Parabiosis – 8:12

## Formazione
Hanno partecipato alle registrazioni, secondo le note di copertina di Holocene:
Gruppo
- Loïc Rossetti – voce
- Paul Seidel – batteria, vibrafono
- Mattias Hägerstrand – basso
- Peter Voigtmann – tastiera, percussioni, arrangiamento
- Robin Staps – chitarra, voce, arrangiamento
- David Ramis Åhfeldt – chitarra

Altri musicisti
- Fritz Mooshammer – tromba, corno
- Steve Thompson – trombone
- Frieder Hepting – pianoforte

Produzione
- Robin Staps – produzione, registrazione (Oceanland 2.0)
- Peter Voigtmann – registrazione (Die Mühle)
- David Åhfeldt – registrazione (Oceanland 2.0)
- Loïc Rossetti – registrazione (Oceanland 2.0)
- Steve Thompson – registrazione trombone
- Chris Edrich – produzione vocale
- Karl Daniel Lidén – missaggio, mastering
- Martin Kvamme – artwork, impaginazione
- Stefan Alt – artwork, impaginazione